# 石马河街道
石马河街道，是中华人民共和国重庆市江北區下辖的一个乡镇级行政单位。

## 行政区划
石马河街道下辖以下地区：
玉带山社区、通用社区、桂花园社区、南桥寺社区、瑜康社区、金果园社区、山水丽都社区、玉祥门社区、景园社区、新意境社区、新城社区、玉带山村、南桥寺村和石子山村。

## 概况
重庆市江北区辖街道。位于区境西部，嘉陵江东岸。常住人口103896人（2010年六普）。辖11个社区、3个行政村。古迹有汉代无铭阙和盘溪石虎等。

## 沿革
民国年间为江北县一区石马河乡。1940年10月划入重庆市，设石坝河镇。1951年分属石马河、石门两个乡，同年底合并。1955年为石马河乡。1958年为中苏友好公社管理区，1961年析建石马河公社，1966年改为工农公社，1978年称重庆市石马河农工联合企业，1981年更名石马河公社，1984年改乡。1993年，撤销石门街道、石马河乡，合并组建石马河街道。1996年，面积10.3平方千米，人口3.9万人，辖下石门第一、第二，下石门街、盘溪、渝江村、通用新村第一、二、三，庙溪嘴、化工村、石马河街、飞浪子、来鹿寺、冉家坝、五洲新村、桂花村16个居委会和玉带山、南桥寺、石子山3个行政村。
2001年6月20日，将下石门、渝江村、盘溪、玉带山、通用新村、石马河、冉家坝、五洲新村、飞浪子9个居委会组建为城石门、玉带山、通用、南桥寺、桂花园5个社区。2004年9月，确定大石坝、石马河2个街道的行政辖区以盘溪河为界，盘溪河以西为石马河街道管辖，以东由大石坝街道管辖（将石马河街道的石门社区划入大石坝街道）；同年，将石马河街道驻地由玉带山村迁至南桥寺阳光家园1号，增设山水、瑜康、金果园3个社区。2006年，辖玉带山、通用、桂花园、南桥寺、瑜康、金果园、山水丽都、玉祥门8个社区和玉带山、南桥寺、石子山3个行政村。

## 行政区划代码
500105003:(截止2013年)
～002 111玉带山社区
～003 111通用社区
～004 111桂花园社区
～005 111南桥寺社区
～006 111瑜康社区
～007 111金果园社区
～008 111山水丽都社区
～009 111玉祥门社区
～010 111景园社区
～011 111新意境社区
～012 111新城社区
～200 112玉带山村
～201 111南桥寺村
～202 112石子山村